# Palazzo Beffa Negrini
Il Palazzo Beffa Negrini è un palazzo di Asola, situato in via Garibaldi, subito dopo il Palazzo Terzi.

## Descrizione
Questo grandioso palazzo settecentesco conserva una facciata barocca adorna di trofei di marmo e un solenne portale.

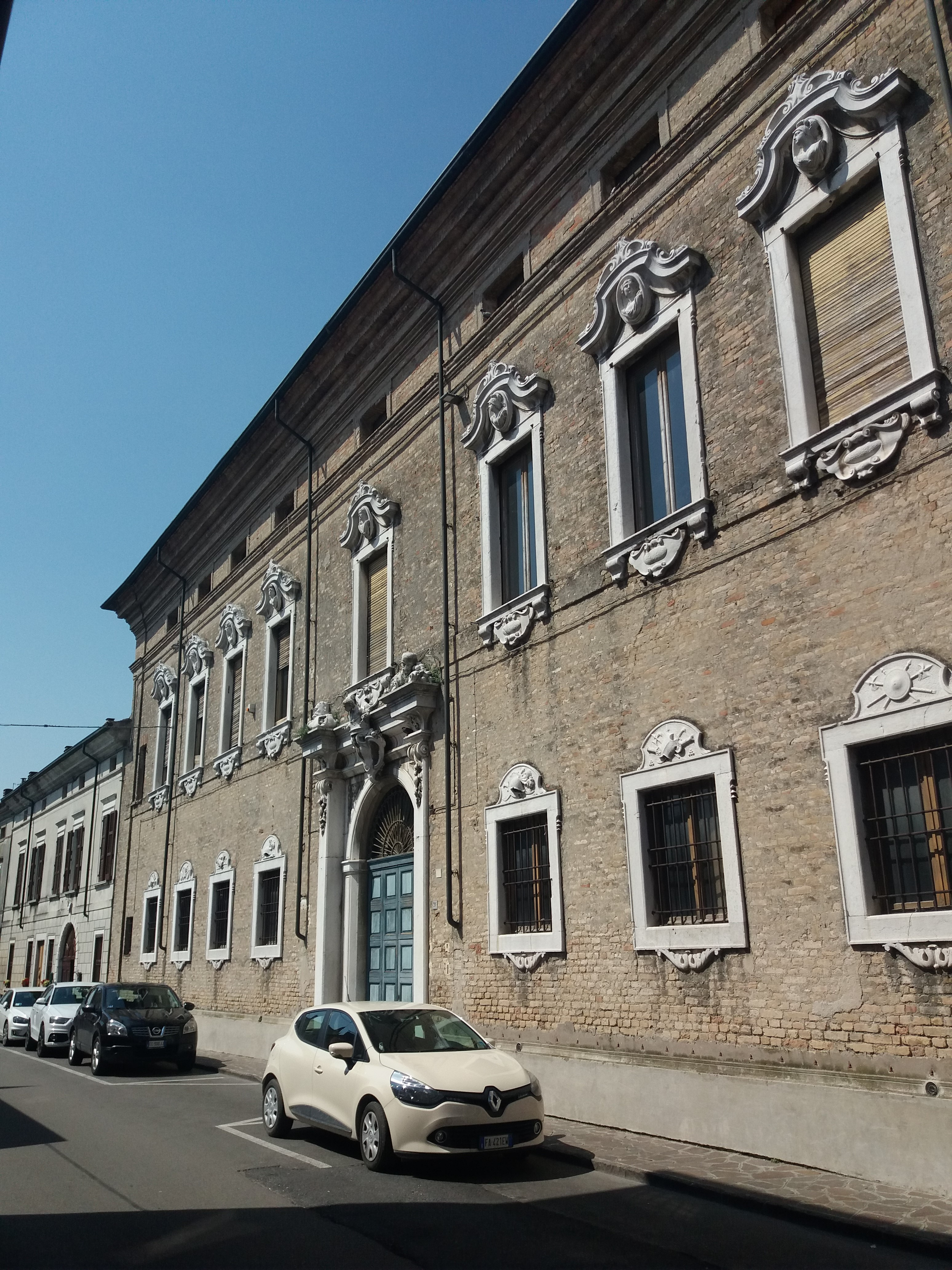
Asola - Palazzo Beffa

Questa dimora è sempre stata chiusa al pubblico e da poco ha beneficiato di un'attenta opera di restauro complessivo. Recentemente acquistato da un istituto religioso, nel palazzo sono state scoperte alcune decorazioni realizzate in tempi diversi (sec.XVI-XIX) che testimoniano il nobile passato dell'edificio.
La costruzione è attribuita a Nicolò Sebregondi, architetto di corte durante il XVII secolo e artefice della celebre Villa La Favorita.
Fu residenza dei conti Beffa Negrini, famiglia tra le più ragguardevoli di Asola.
Tra i più illustri antenati ricordiamo Antonio Beffa Negrini, poeta amico del Tasso.